# Win Maw Oo
Win Maw Oo (birm. ဝင်းမော်ဦး) (ur. 19 listopada 1971, zm. 19 września 1988) – birmańska uczennica, aktywistka. Zginęła podczas powstania 8888 w Birmie (Mjanmie). Uważana za jednego z najważniejszych bohaterów ruchu prodemokratycznego w Mjanmie.

## Wczesne życie i edukacja
Urodziła się 19 września 1971 w Rangunie jako najstarsza z sześciorga rodzeństwa. Uczęszczała do szkoły w Kyimyindaing.

## Śmierć
Wbrew woli rodziców, wraz z kolegami wzięła udział w marszu 19 września 1988, niosąc zdjęcie generała Aung Sana. Podczas tłumienia protestu została postrzelona przez żołnierzy dwoma pociskami w nogi oraz jednym w klatkę piersiową.

## Dziedzictwo
Symbolem opozycji przeciwko rządzącej władzy wojskowej w Mjanmie stało się zdjęcie przedstawiające zakrwawione ciało Win Maw Oo niesione przez dwóch studentów medycyny wykonane przez Steve'a Lehmana. Stała się również ikoną ruchu 88.
Ostatnim życzeniem Win Maw Oo było, aby nie odprawiać ostatnich obrzędów pogrzebowych, dopóki w Mjanmie nie zapanuje demokracja. W maju 2016, 28 lat po śmierci, miesiąc po dojściu do władzy demokratycznie wybranego rządu Aung San Suu Kyi, jej rodzina zorganizowała ostatni buddyjski obrzęd pogrzebowy. Wydarzenie to odbiło się szerokim echem.
Jej postać została przedstawiona w filmie U Anthony'ego, który przedstawia wydarzenia związane z jej śmiercią.